# 安娜·西格斯
安娜·西格斯（德語：Anna Seghers，德語：[ˈana ˈzeːɡɛʁs] ⓘ，1900年11月19日—1983年6月1日），德国女作家，以描述二战时期道德体验而知名。著有长篇小说《第七个十字架》《死者青春常在》等。1947年成为德国统一社会党成员，1950年迁居东德。1983年6月1日逝世于柏林。